# Municipio de Jefferson (condado de San Luis)
El municipio de Jefferson (en inglés: Jefferson Township) es un municipio ubicado en el condado de San Luis en el estado estadounidense de Misuri. En el año 2010 tenía una población de 35927 habitantes y una densidad poblacional de 1.576,49 personas por km².

## Geografía
El municipio de Jefferson se encuentra ubicado en las coordenadas 38°35′17″N 90°21′25″O / 38.58806, -90.35694. Según la Oficina del Censo de los Estados Unidos, el municipio tiene una superficie total de 22.79 km², de la cual 22.79 km² corresponden a tierra firme y (0%) 0 km² es agua.

## Demografía
Según el censo de 2010, había 35927 personas residiendo en el municipio de Jefferson. La densidad de población era de 1.576,49 hab./km². De los 35927 habitantes, el municipio de Jefferson estaba compuesto por el 93.77% blancos, el 2.63% eran afroamericanos, el 0.14% eran amerindios, el 1.84% eran asiáticos, el 0.02% eran isleños del Pacífico, el 0.35% eran de otras razas y el 1.24% pertenecían a dos o más razas. Del total de la población el 1.66% eran hispanos o latinos de cualquier raza.